# ノーザン・チャンピオンシップ・レスリング
ノーザン・チャンピオンシップ・レスリング（Northern Championship Wrestling、略称：NCW）は、カナダのプロレス団体。

## 歴史
1986年、フランソワ・ポワリエとフィル・ベランジェが設立して旗揚げ戦を開催。
2009年、NCW女子部としてフィメス・ファタレス（Femmes Fatales）を設立。

## タイトル
- NCWケベック王座
- NCWインターシティ王座
- NCWファムファタール王座
- NCWタッグ王座